# Sphagnopsida
Classe
Les Sphagnopsida sont une classe de mousses. C'est notamment la classe des sphaignes.
Cette classe comprend deux familles, les Sphagnaceae et les Ambuchananiaceae. Selon les auteurs, ces deux familles font partie soit d'un même ordre, les Sphagnales, soit de deux ordres dédiés, respectivement les Sphagnales et les Ambuchananiales.
Ce sont des plantes à rameaux généralement fasciculés (faisceau de 3 à 5 rameaux rattachés à l'axe feuillé, la « tige »). Le sporophyte comprend une capsule noirâtre dépressive portée par un pied court reposant sur un long pseudopode.
En paléontologie, on place également dans cette classe l'ordre fossile des Protosphagnales.